# Henry Blahay
 (février 2023).
Henry Blahay, parfois Henri Blahay né Sigisbert Henry Blahay le 21 février 1869 à Nancy, et mort dans la même ville le 7 février 1941, est un peintre français de l'École de Nancy.

## Biographie

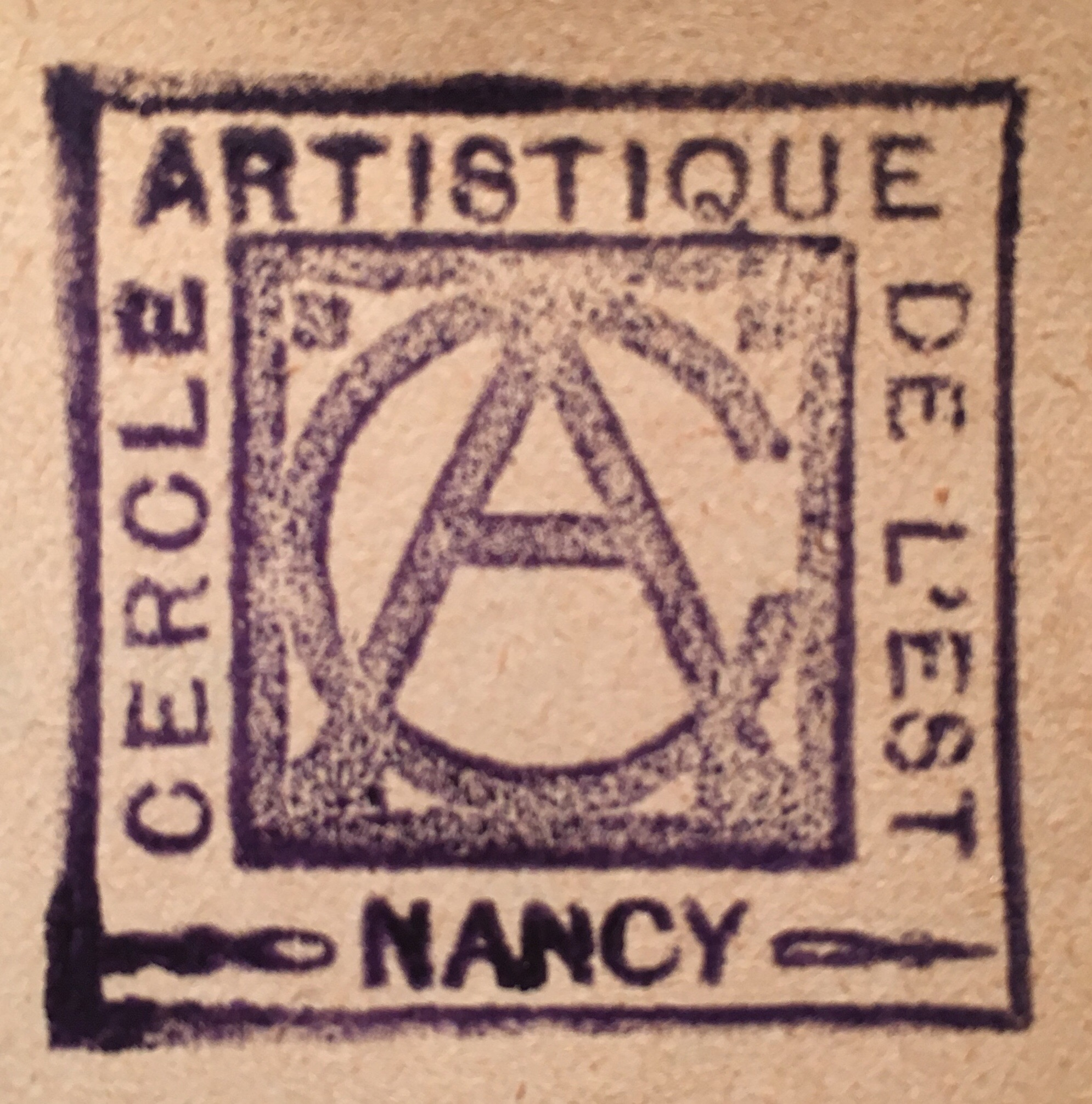
Cercle artistique de l’Est – Nancy

Henry Blahay vient apprendre le métier de peintre à Paris auprès de son compatriote Henri Royer et d'Antony Troncet à l'Académie Julian dans l'atelier de Jean-Paul Laurens. Il exposa d'abord à Nancy et comptait parmi ses clients le collectionneur Eugène J.B. Corbin.
Il demeura à Paris jusqu'en 1920, date à laquelle il retourne à Nancy pour y continuer son labeur d'artiste.
Il fait partie du Cercle artistique de l'Est, où il expose des paysages d'Alsace, de Lorraine, et de Bretagne, et des études de chevaux. En 1939, il expose pour la première fois à Paris depuis son retour à Nancy.
Il est nommé officier de l'Instruction publique en 1941.
Il avait son atelier parisien au no 16 avenue Rachel.
Henry Blahay est inhumé à Nancy au cimetière de Préville.

## Œuvres
- - 1913 : La Favorite, huile sur toile[9] ;
  - 1918 : Zouave jouant aux cartes ;
  - 1921 : Portrait de madame Blahay ;
  - 1938 : Intérieur de l'atelier.

## Iconographie
- Alfred Finot (1876-1946), portrait sculpté d'Henry Blahay[10].

## Salons
- Salon des artistes français
- 1906 : il obtient une mention honorable .

## Expositions
- du 3 au 14 janvier 1928 : 100 pastels au Cercle artistique de Nancy[11].